# Meszne (opłata)
Meszne – w dawnej Polsce nazwa podatku przysługującego parafii za odprawianie mszy w kościele uiszczanego głównie w zbożu. O prawo pobierania od wiernych mesznego parafie toczyły spory przed sądami, niekiedy sprzeciwiając się administracyjnym decyzjom biskupów. Przykładowo: w XV wieku obciążenie chłopa na rzecz kleru (oprócz dziesięciny) z racji mesznego wynosiło 6 groszy. Pojęcie to zachowało się m.in. w przysłowiu Bogu wola, chłopu rola, panu czynsz, a księdzu meszne.
W niektórych okolicach opłata ta nosiła nazwę mszałki, a jeśli msze odprawiane były za dusze zmarłych – duchny.